# Nadia Murad
Nadia Murad Basee Taha (Kojo, 10 de marzo de 1993) es una activista de derechos humanos iraquí de ascendencia yazidí, embajadora de buena voluntad para la dignidad de los supervivientes de trata de personas de las Naciones Unidas desde septiembre de 2016, cuya misión está patrocinada y apoyada por Yazda, la organización global yazidí. En agosto de 2014, fue secuestrada y retenida por el Estado Islámico y el 1 de junio de 2017, después de tres años, regresó a su ciudad de origen.
En 2018 fue galardonada con el Premio Nobel de la Paz junto a Denis Mukwege: «por sus esfuerzos para erradicar la violencia sexual como arma en guerras y conflictos armados».

## Biografía
La familia de Murad pertenecía a la minoría étnica religiosa yazidí y eran granjeros. En 2014, cuando tenía 21 años, Murad era una estudiante que vivía en el pueblo de Kojo en Sinjar, al norte de Irak, cuando los combatientes del Estado Islámico acorralaron a la comunidad yazidí del pueblo, asesinando a 600 personas – incluyendo a seis de los hermanos y hermanastros de Nadia – y tomando como esclavas a las mujeres más jóvenes. Aquel año, Murad fue una de las más de 6.700 mujeres yazidí tomadas como prisioneras por el Estado islámico en Irak.
Fue retenida como esclava en la ciudad de Mosul, golpeada, quemada con cigarrillos y violada cuando intentaba huir. Nadia fue capaz de escapar después de que su captor se fuera de la casa dejando la cerradura abierta. Fue acogida por una familia vecina que la ayudó a salir clandestinamente del área controlada por el Estado Islámico, permitiéndole llegar a un campamento de refugiados en Duhok, en el norte de Irak. En febrero de 2015, dio su primer testimonio a reporteros del diario belga La Libre Belgique mientras permanecía en el campamento Rwanga, viviendo en un contenedor. En 2015, fue una de las 1.000 mujeres y niños que se beneficiaron de un programa de refugiados del Gobierno de Baden-Württemberg, en Alemania, que se convirtió en su nuevo hogar.

## Carrera
El 16 de diciembre de 2015, Murad informó al Consejo de Seguridad de las Naciones Unidas sobre la trata de humanos y el conflicto, la primera vez que el Consejo era informado sobre trata de personas. Como parte de su rol de embajadora, Murad participa en iniciativas de apoyo global y local para concienciar sobre el tráfico de personas y los refugiados. Murad se ha mantenido cercana a las comunidades de refugiados y supervivientes, escuchando los testimonios de víctimas de trata y genocidio.
Desde septiembre de 2016, la abogada Amal Clooney compareció ante la Oficina de Naciones Unidas contra la Droga y el Delito para hablar sobre la decisión que tomó en junio de 2016 de representar a Murad como cliente en una acción judicial contra los mandos del ISIS. Clooney calificó el genocidio, violación, y la trata de personas del ISIS como "burocracia del mal a escala industrial", describiéndolo como un mercado de esclavos que existe también en línea, en Facebook y en Oriente Medio y que sigue activo hoy en día. Murad ha recibido serias amenazas a su seguridad a raíz de su trabajo.

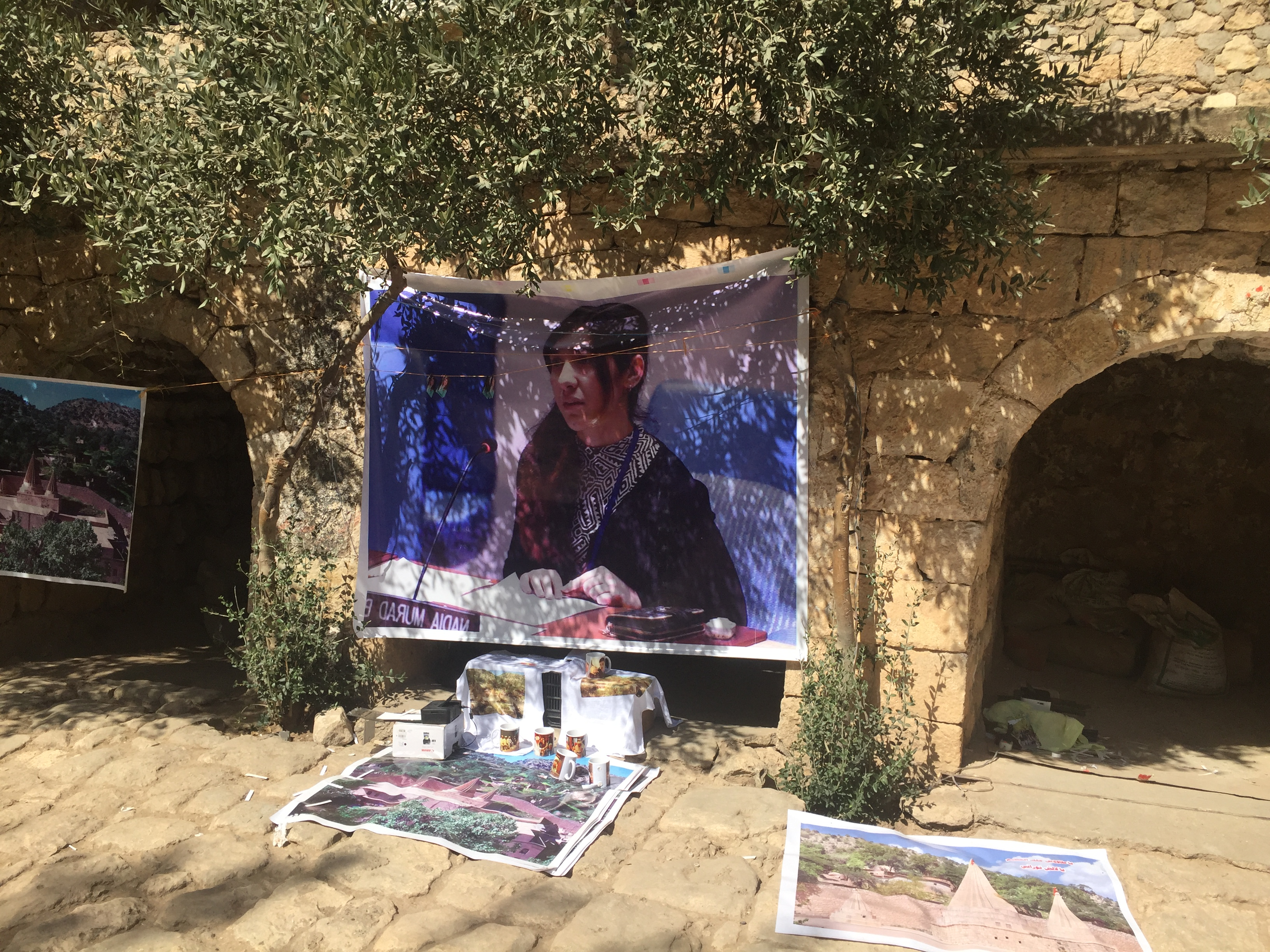
Cartel de Nadia Murad hablando al Consejo de Seguridad de la ONU en el templo yazidí de Lalish, Kurdistán-Irak

En septiembre de 2016, Murad anunció la Iniciativa de Nadia en un evento hospedado por Tina Brown en Nueva York. La iniciativa proporcionará apoyo legal y asistencia a las víctimas del genocidio.
El 3 de mayo de 2017, Murad conoció al papa Francisco y al arzobispo Gallagher en la Ciudad del Vaticano. Durante la reunión "pidió ayuda para los yazidíes que siguen en situación de cautiverio por el ISIS, reconoció el apoyo del Vaticano a las minorías, discutió la posibilidad de una región autónoma para las minorías en Irak, destacó la situación actual y los desafíos a los que se enfrentan las minorías religiosas en Irak y Siria, particularmente las víctimas y las personas internamente desplazadas, así como los inmigrantes".
Su memoria, «Yo seré la última: Historia de mi cautiverio y mi lucha contra el Estado islámico», fue publicada por Crown Publishing Group el 7 de noviembre de 2017. Es fundadora de la Iniciativa Nadia, una organización dedicada a ayudar a mujeres y niños víctimas de genocidio, crímenes de guerra y tráfico de personas, brinda apoyo para reconstruir sus vidas y comunidades.

## Reconocimientos
- 5 de enero de 2016: nominada por el gobierno iraquí al premio Nobel de la Paz por activismo.[25][26][27] Un parlamentario noruego, Audun Lysbakken, representante de la izquierda socialista, secundó el nombramiento.[28]
- 16 de septiembre de 2016: Primera embajadora de Buena Voluntad para la Dignidad de los Supervivientes de Trata de Personas de las Naciones Unidas.[29]
- 10 de octubre de 2016: Premio Vaclav Havel de Derechos Humanos del Consejo de Europa.[30]
- 27 de octubre de 2016: Premio Sájarov a la Libertad de Conciencia (con Lamiya Ají Bashar).[31][32][33]
- 5 de octubre de 2018: Premio Nobel de la Paz, junto a Denis Mukwege.[34]